# 悲しい色やね
「悲しい色やね －OSAKA BAY BLUES－」（かなしいいろやね －おおさかベイブルース－）は、1982年10月21日にリリースされた上田正樹のシングルである。作詞は康珍化、作曲は林哲司、編曲は星勝が担当した。

## 背景
上田正樹は、1977年の上田正樹とサウス・トゥ・サウス解散後からソロ活動をしており、1981年にはCBS・ソニーに移籍したが、ヒット曲に恵まれずにいた。彼の楽曲のディレクターを務めていた関屋薫は、複数の作曲家に作曲を依頼した。その中の一人である林哲司は、英語詞向けに作ったメロディを作成し、関屋に提出した。
メロディを受け取った関屋は、林とのタッグで知られる作詞家の康珍化に作詞を依頼した。その夜、康は「あの曲を関西弁の女性の視点からで書いてもよいか」と関屋に尋ねて驚かせた。さらに数日後、康が提出した歌詞を読んだ林は「演歌みたいな曲が売れるわけがない」と感じた。その一方、関屋は洒落たメロディと関西弁の歌詞、そして上田のハスキーな歌声が合うと感じた。
本楽曲は当初題名を「大阪ベイブルース」にする予定だったが、最終的には「悲しい色やね」へと変更し、「－OSAKA BAY BLUES－」を副題名として売り出された。
歌詞の「にじむ街の灯」は元々「尼崎の街の灯」だったとする噂が根強くある。康自身、尼崎南部の海岸から見た大阪のイメージから作詞したと発言している。
B面の「Night Train To The Sky」は、上田本人が作詞・作曲を手掛けた楽曲である（編曲は井上鑑）。

## 反響
本楽曲が発表された直後の売れ行きは良くなかったが、有線放送のリクエスト回数が少しずつ増えていき、翌1983年の夏頃にはオリコンチャート上位にランクイン。オリコン週間最高順位は第5位・1983年年間順位は第26位、34.8万枚のセールスを記録する。
TBSテレビ系列・生放送音楽番組『ザ・ベストテン』へは、1983年5月26日放映時に「今週のスポットライト」で初登場。その後同年7月7日、第9位で初めての当番組へランクインを果たす。それから最高順位は第6位（通算4週間）まで上昇し、同年8月18日まで連続7週間10位以内にランクされた。

## 収録曲
1. 悲しい色やね －OSAKA BAY BLUES－
作詞：康珍化／作曲：林哲司／編曲：星勝
2. Night Train To The Sky
作詞・作曲：上田正樹／編曲：井上鑑